# National Review
National Review — американский консервативный редакционный журнал, в котором основное внимание уделяется новостям и комментариям по политическим, социальным и культурным вопросам.
Журнал был основан Уильямом Бакли-младшим в 1955 году. Его главным редактором является Рич Лоури; редактором — Рамеш Поннуру.
С момента своего основания журнал сыграл значительную роль в развитии консерватизма в Соединенных Штатах, помогая определить его границы и продвигая фьюжнизм, зарекомендовав себя в качестве ведущего голоса американских правых. Онлайн-версия журнала — National Review Online редактируется Филипом Кляйном и включает бесплатный контент и статьи отдельно от печатного издания.
Журнал публиковал информацию, отрицающую научный консенсус по изменению климата.

## История
На молодого Уильяма Бакли-младшего большое влияние оказали идеи Рассела Керка, автора книги «Консервативная мысль» (The Conservative Mind). У Бакли были деньги, так как отец разбогател на нефтяных месторождениях в Мексике, и он пытался сначала купить газету Human Events, но ему отказали. Затем он познакомился с Вилли Шламмом, опытным редактором журнала The Freeman, и следующие два года они потратили на сбор 300 000 долларов, необходимых для запуска собственного еженедельного журнала, первоначально называвшегося National Weekly. Целью Бакли было повысить респектабельность консервативного движения в США.
Как и большинство журналов политических мнений в Соединенных Штатах, National Review публикует мало корпоративной рекламы. Журнал держится на плаву за счет абонентской платы, пожертвований и массовых сборов средств по всей стране. Журнал спонсирует круизы с участием редакторов и авторов National Review в качестве лекторов.
Популярной особенностью National Review является веб-версия журнала — National Review Online, которая включает новостные материалы и консервативные блоги: The Corner и Bench Memos.